# 히지역
히지역(일본어: 日出駅)은 일본 오이타현 하야미군 히지정에 있는, 규슈 여객철도 닛포 본선의 역이다. 이 역으로부터 오이타역까지는 복선 구간이다.

## 역 구조
섬식 승강장 1면 2선의 설비를 가지는 지상역이며, 이전은 둑 밑에 역 서점이 존재했지만, 현재는 지하도로부터 계단을 올라가던 플랫폼과 같은 높이의 장소에 존재한다.
일본국유철도 시대는 화물의 취급을 행해져, 둑 밑의 지평까지 화물 측 선로가 내리고 있었던 외, 히지 항으로의 임항 화물선도 설치되어 있다. 화물취급은 1982년경에 폐지되어, 후에 둑 밑에 이러한 측선도 철거되었다.
규슈 교통기획이 역 업무를 행하는 업무위탁역이므로, 마르스는 없지만 POS 단말기는 설치되어 있다.

## 역 주변
- 히지 항
- 니카이도 미술관

## 이용현황
| 승차인원추이 | 승차인원추이 |
| 연도         | 1일평균인원  |
| ------------ | ------------ |
| 2000         | 626          |
| 2001         | 592          |
| 2002         | 571          |
| 2003         | 553          |
| 2004         | 550          |
| 2005         | 558          |
| 2006         | 542          |

## 역사
- 1911년 3월 22일 : 철도원이 개설.
- 1987년 4월 1일 : 국철 분할 민영화에 의해 규슈 여객철도가 승계.
- 2011년 3월 12일 : 기간 한정이며, 특급 소닉이 1회 왕복 운행 개시 (이것은, 회사의 미식 플랜 기획에 의한 것).
- 2011년 9월 30일 : 당일을 하여금 특급 소닉의 임시 정차가 종료.

## 인접 역
| 닛포 본선        | 닛포 본선   | 닛포 본선                |
| ---------------- | ----------- | ------------------------ |
| 오가 고쿠라 방면 | ■ 닛포 본선 | 요코쿠 가고시마추오 방면 |